# Piotr Statorius Stoiński
Piotr Statorius Stoiński, též Pierre Statorius, Pierre de Tonneville či Piotr Stojeński st. (kol. 1530, asi Thionville – 1591, asi Krakov) byl protestantský teolog, pedagog a jazykovědec. Původem Francouz, působil od roku 1559 v Polsku, kde byl i naturalizován a roku 1568 přijal polské příjmení Stoiński.
Patřil do kolektivu překladatelů Brestské bible. Je též autorem první polské gramatiky Polonicae grammatices institutio (Krakov, 1568).
Měl syny Piotra, Pawła a Jana, přičemž Piotr Stoiński ml. se stal antitrinitářským teologem.